# Signal u 3.12
Signal u 3.12 je 351. redovna epizoda strip serijala Marti Misterije premijerno objavljena u Srbiji u svesci #73. u izdanju Veselog četvrtka. Sveska je objavljena 31. oktobra 2024. Koštala je 590 din (5 €; 5,5 $). Imala je 162 strane.

## Originalna epizoda
Originalna epizoda pod nazivom Ore 3.12 AM: L'adunata objavljena je premijerno u #351. regularne edicije Marti Misterije koja je u Italiji u izdanju Bonelija izašla 9.6.2017. Epizodu je nacrtao Luiđi Kopola, a scenario su napisali Alfredo Kasteli i Enriko Loti. Naslovnu stranu nacrtao Đankarlo Alesandrini. Koštala je 6,3 €.

## Kratak sadržaj
Prolog. Međunarodna svemirska stanica ISS kruži oko Zemlje na visini od 350 km. Pored istraživanja i eksperimenta, služi i za imućne turiste, koji tu mogu da provedu neko vreme. Ekscentrični milijarder Jeffrey Barrymore Barr izabrao je da bude na svemirskoj stanici tokom svog venčanja. Međutim, nakon što se dogodio kurcsluš (kratak spoj), venčanje je propalo i u velikom delu planete nestalo je struje. (Venčanje je otkazano.)
Glavna priča. Nakon toga, Tobias Chapman, penzioner iz West Hara u državi Newark, ustaje u 3 sata i 12 minuta i odlazi svojim automobilom prema Novom Meksiku, u mesto Socorro. Dok putuje, shvata da ima nova sećanja u svojoj memoriji, vezana za njegovo detinjstvo u nekom sovjetskom selu. Zna da govori ruski, ali i kazaški jezik. Istovremeno, ima svoja sopstvena sećanja, jer se seća da je rođen u New Jerseyu i da je proživeo skoro ceo život u New Yorku. Nakon dolaska u Sokoro srreće se s još nekoliko ljudi u poznim godinama koji takođe govore ruski i kazaški. Nakon što ih mladić upozorava da dolazi policija, Tobijas se skriva u veliku kanalizacionu cev, dok policija i ljudi obučeni u crno ubijaju preostale. Nakon toga, Tobijas odlazi kod Marti Misterije i priča mu o tom događaju, tražeći od njega da istraži šta se zapravo desilo.
Marti kreće kod Jacka Graysona, majora aeronautike i astronauta, koji se upravo vratio na Zemlju iz orbitalne stanice, gde se desio Kurtzlus na početku epizode. Raspituje se o tome kako se cela stvar desila. Jack mu objašnjava da je kurcšlus najverovatnije izazvan nekim od objekata koji lete u orbiti, a koji predstavlja neku veštačku stvar, koja je izgubljena i ostala da leti u orbiti. Tvrdi da ima mnogo takvih stvari i da bi, prema Kesslerovom sindromu, broj kosmičkih krhotina u orbiti oko Zemlje mogao porasti do te mere da njihovo međusobno sudaranje postane neizbežno, što može stvoriti lančanu reakciju s eksponencijalnim rastom delića i rizikom od novih sudaranja. Ipak, to je još uvek samo teorija.
Nakon toga, Marty i Java odlaze da se sretnu s Chrisom Towerom u jednoj od kancelarija baze drugde. Nakon što mu je Marti ispričao celu situaciju, Chris ga šalje u arhivu. Tamo se sreću s Jasonom Goldbergom, koji je 30 godina radio u bazi drugde kao arhivator i priča im da je 1963. godine otvoren slučaj Topeka. Tada se iznenada pojavio sovjetski autobus u blizini Topeke u Kanzasu, u kojem su se našli ljudi koji su govorili ruski i kazaški. Oni su prebačeni na mesto gde su se sreli s Čepmenom na početku epizode.

## Prethodna i naredna epizoda
Prethodna sveska Marti Misterije u ovoj ediciji nosila je naziv Deset plemena (#72), a naredna Kapija mašte (#74).
Pogledati još: Spisak epizoda (Marti Misterije)